# هرتالی
هرتالی (به لاتین: Hertali) یک کوه در اتیوپی است که در منطقه اداری ۳ (عفر) واقع شده‌است.